# Bohemian like you
Bohemian like you is een nummer van de Amerikaanse band The Dandy Warhols. Het is afkomstig van hun derde studio album Thirteen tales from urban Bohemia uit 2000. Op 11 juli dat jaar werd het nummer op single uitgebracht. Op 9 oktober 2001 werd de heruitgave op single uitgebracht.

## Geschiedenis
Het nummer is geschreven door de zanger en gitarist van de muziekgroep, Courtney Taylor – Taylor uit Portland (Oregon). Hij kreeg inspiratie voor dit nummer toen hij vanuit zijn appartement een vrouw in een auto zag optrekken bij het verschijnen van "groen" bij een stoplicht. De zanger/gitarist was in het verleden automonteur. In 2001 gebruikte telecombedrijf Vodafone het nummer in hun internationale reclamecampagne voor radio en televisie. In deze reclamespot speelde ook de destijds door Vodafone gesponsorde Britse voetbalclub Manchester United FC een prominente rol.
Daarna zijn er nog andere firma’s die het nummer voor die doeleinden gebruikten. Echter, toen de politica Theresa May het gebruikte, kwam de schrijver in opstand, hij wilde niet dat leden van de Conservatieve Partij dit nummer gingen gebruiken als een soort herkenningsmelodie. De band had geen bezwaar om het nummer te gebruiken in films en televisieseries zoals Buffy the vampire slayer en Six feet under.
De bijbehorende videoclip was alleen tijdens de avonduren te zien. Er is enige naaktheid in te zien in de video. Er waren ook televisiestations die de ophef veroorzakende delen van de videoclip wegblurden. De videoclip laat de band zien in een karaokebar. In Nederland is de videoclip destijds (2001) op televisie uitgezonden door het popprogramma Top of the Pops van BNN op Nederland 2 en door de muziekzender TMF.

## Versies
Van de cd-single verschenen twee versies (Part one of a two cd-set), iets wat destijds vaker voorkwam.
De cd-single 1:
1. Bohemian like you
2. Hells bells (cover van een AC/DC-nummer)
3. Lance

De cd-single 2:
1. Bohemian like you
2. Retarded
3. Dub song

De vinylsingle:
1. Bohemian like you
2. Hells bells

Voor de Australische markt verscheen speciaal een EP:
1. Bohemian like you
2. Not of you were the last junkie on earth (heroin is so passé) (live-uitvoering)
3. Minnesoter
4. Get off (C11H15NO2-mix)
5. Hells bells

## Hitnoteringen
De uitgave uit juli 2000 bracht een relatief kleine rimpeling in hitland binnen de UK Singles Chart. In 2000 stond de single slechts twee weken genoteerd met als hoogste positie 42. In het najaar van 2001 besteeg de single opnieuw deze hitparade en toen kwam de single binnen op de 5e positie en zakte daarna in negen weken de hitparade uit. In thuisland de VS werd géén notering behaald in de Billboard Hot 100.
Voor Nederland gold hetzelfde als de Britse hitlijst. In het najaar van 2000 schampte de single de publieke hitlijst; toentertijd de Mega Top 100 op Radio 3FM (met posities 96, 92 en 91), in 2001/2002 was er iets meer succes in zowel de Mega Top 100 op Radio 3FM als de Nederlandse Top 40 op destijds Radio 538.
In België werden zowel de Vlaamse Ultratop 50 als de Vlaamse Radio 2 Top 30 als de Waalse Ultratop 50 niet bereikt.
In Portugal bereikte de single de nummer 1-notering.

### Nederlandse Top 40
| Positie: | 25 | 23 | 19 | 22 | 24 | 32 | uit |

### Mega Top 100
| Positie: | 82 | 69 | 51 | 41 | 28 | 30 | 24 | 26 | 29 | 36 | 39 | 41 | 56 | 63 | 79 | uit |

### NPO Radio 2 Top 2000
Bohemian Like You stond alleen in 2015 in de NPO Radio 2 Top 2000, op plek 2000.